# Maicching Machiko-sensei
Maicching Machiko-sensei (まいっちんぐマチコ先生?) è un manga scritto e illustrato da Takeshi Ebihara. Il manga è stato pubblicato su Shōnen Challenge dal 1980 al 1982. Il fumetto contiene in tutto otto volumi pubblicati da Gakken. In seguito, è stato creato un anime dallo studio Pierrot, con l'assistenza dello studio Gallop, andato in onda in Giappone dal 1981 al 1983.

## Trama
La serie ruota intorno alle vicende della maestra delle elementari Machiko Mai. La donna si trova, suo malgrado, spesso coinvolta in situazioni imbarazzanti come venirla alzata la gonna (indossa sempre una mini-gonna rossa), palpeggiata o denudata; situazioni spesso causate da un trio di studenti maschi capitanati dal piccolo Kenta che non disdegna di usare le stesse attenzioni anche con alcune compagne di classe. Machiko tuttavia non si arrabbia mai, ma anzi si dimostra divertita e pronuncia la frase "Maicchingu!" (in giapponese "vergogna") mettendosi in posa. Machiko è un tipo paziente e cerca spesso di aiutare i suoi studenti con i loro problemi quotidiani.

## Accoglienza
Stando ad un sondaggio della TV Asahi, l'anime è una delle 100 serie televisive animate più amate.

## Colonna sonora
Tema di apertura
- Watashi wa Machiko (私はマチコ?), musica e testo di Tsutomu Sasaki, interpretata da Yuko Imada

Tema di chiusura
- Bokura wa chiisana akuma (ぼくらは小さな悪魔?), musica e testo di Tsutomu Sasaki, interpretata da Ritsuko Oda

## Episodi

Machiko

I 95 episodi dell'anime sono andati in onda per la prima volta sul network TV Tokyo dall'8 ottobre 1981 al 21 luglio 1983 dalle ore 19 e 30 alle 20.
| Nº | Giapponese 「Kanji」 - Rōmaji                                   | In onda           | In onda |
| Nº | Giapponese 「Kanji」 - Rōmaji                                   | Giapponese        |         |
| 1  | 「いたずらまいっちんぐ」 - Itazuramaicchingu                    | 8 ottobre 1981    |         |
| 2  | 「ケン太のスケボー作戦」 - Ken ta no sukebo sakusen             | 15 ottobre 1981   |         |
| 3  | 「アイドルにアタック」 - Aidoru ni atakku                       | 22 ottobre 1981   |         |
| 4  | 「激突チャリンコ軍団」 - Gekitotsu charinko gundan              | 29 ottobre 1981   |         |
| 5  | 「ボクも先生にタッチ」 - Boku mo sensei ni tacchi               | 5 novembre 1981   |         |
| 6  | 「お手あげべビーギャング」 - O te agebe bigyangu                | 12 novembre 1981  |         |
| 7  | 「ギンギン学園祭」 - Gingin gakuensai                           | 19 novembre 1981  |         |
| 8  | 「隠しカメラで大勝利」 - Kakushi kamera de daishōri             | 26 novembre 1981  |         |
| 9  | 「タッチ魔をやっつけろ」 - Tacchi ma woyattsukero               | 3 dicembre 1981   |         |
| 10 | 「ズッコケ催眠術」 - Zukkoke saiminjutsu                        | 10 dicembre 1981  |         |
| 11 | 「新兵器ブーブー・パンティ」 - Shinheiki bubu. pantei           | 17 dicembre 1981  |         |
| 12 | 「サンタのビックリ・プレゼント」 - Santa no bikkuri. purezento  | 24 dicembre 1981  |         |
| 13 | 「恋のタイムマシン」 - Koi no taimumashin                       | 2 gennaio 1982    |         |
| 14 | 「すべってコロンデ大捕り物」 - Subette koronde dai tori mono    | 7 gennaio 1982    |         |
| 15 | 「ボインガードを突破せよ」 - Boingado wo toppa seyo             | 14 gennaio 1982   |         |
| 16 | 「かぐや姫にプロポーズ」 - Kaguya hime ni puropozu              | 21 gennaio 1982   |         |
| 17 | 「二人のマチコ先生」 - Futari no machiko sensei                 | 28 gennaio 1982   |         |
| 18 | 「バレンタインの決闘」 - Barentain no kettō                     | 4 febbraio 1982   |         |
| 19 | 「決戦マチコ組対ケン太組」 - Kessen machiko kumitai ken ta kumi | 11 febbraio 1982  |         |
| 20 | 「サーカスがやってきた」 - Sakasu gayattekita                   | 18 febbraio 1982  |         |
| 21 | 「マイコン・バースディ」 - Maikon. basudei                      | 25 febbraio 1982  |         |
| 22 | 「宇宙からのおくりもの」 - Uchū karanookurimono                 | 4 marzo 1982      |         |
| 23 | 「青い目のライバル」 - Aoime no raibaru                         | 11 marzo 1982     |         |
| 24 | 「ヒップでスイング1, 2, 3」 - Hippu de suingu 1, 2, 3           | 18 marzo 1982     |         |
| 25 | 「ねらわれた春休み」 - Nerawareta haruyasumi                    | 25 marzo 1982     |         |
| 26 | 「怪獣ナッシーを探せ」 - Kaijū nasshi wo sagase                 | 1º aprile 1982    |         |
| 27 | 「愛のワンタッチラーメン」 - Ai no wantacchiramen               | 8 aprile 1982     |         |
| 28 | 「思いちがいで2度タッチ」 - Omoi chigaide 2 do tacchi           | 15 aprile 1982    |         |
| 29 | 「カラスの勝手でショー」 - Karasu no katte de sho               | 22 aprile 1982    |         |
| 30 | 「ボインが切り札シーソー合戦」 - Boin ga kirifuda shiso kassen  | 29 aprile 1982    |         |
| 31 | 「SOS青い珊瑚礁」 - SOS aoi sangoshō                            | 6 maggio 1982     |         |
| 32 | 「ボインにギブアップ」 - Boin ni gibuappu                       | 13 maggio 1982    |         |
| 33 | 「ケン太の突撃レポーター」 - Ken ta no totsugeki repota         | 20 maggio 1982    |         |
| 34 | 「挑戦・美人コンテスト」 - Chōsen. bijin kontesuto              | 27 maggio 1982    |         |
| 35 | 「先生のヒップは100馬力」 - Sensei no hippu ha 100 bariki       | 3 giugno 1982     |         |
| 36 | 「マシュマロ白馬天狗」 - Mashumaro hakuba tengu                 | 10 giugno 1982    |         |
| 37 | 「青空田植え教室」 - Aozora taue kyōshitsu                      | 17 giugno 1982    |         |
| 38 | 「赤ん坊がくれた平和」 - Akanbō gakureta heiwa                  | 24 giugno 1982    |         |
| 39 | 「7月7日のランデブー」 - 7 gatsu 7 nichi no randebu             | 1º luglio 1982    |         |
| 40 | 「イルカの恩返し」 - Iruka no ongaeshi                          | 8 luglio 1982     |         |
| 41 | 「いじわる自転車レース」 - Ijiwaru jitensha resu                | 15 luglio 1982    |         |
| 42 | 「マドカの星の王子様」 - Madoka no hoshi no ōjisama             | 22 luglio 1982    |         |
| 43 | 「とんでも授業参観日」 - Tondemo jugyō sankan nichi             | 29 luglio 1982    |         |
| 44 | 「ドラキュラ博士の実験室」 - Dorakyura hakase no jikkenshitsu   | 5 agosto 1982     |         |
| 45 | 「ぼくらは少年天才団」 - Bokuraha shōnen tensai dan             | 12 agosto 1982    |         |
| 46 | 「祭ばやしでハッピーダンス」 - Matsuri bayashide happidansu     | 19 agosto 1982    |         |
| 47 | 「こちらは命の110番」 - Kochiraha inochi no 110 ban             | 26 agosto 1982    |         |
| 48 | 「大逆転マッチースマッシュ」 - Daigyakuten macchisumasshu       | 2 settembre 1982  |         |
| 49 | 「ばんざい 竹の子族」 - Banzai takenoko zoku                    | 9 settembre 1982  |         |
| 50 | 「ケン太の家庭教師」 - Ken ta no kateikyōshi                    | 16 settembre 1982 |         |
| 51 | 「2人3脚まっしぐら」 - 2 nin 3 ashi masshigura                  | 23 settembre 1982 |         |
| 52 | 「想い出のヒップライン」 - Omoide no hippurain                  | 30 settembre 1982 |         |
| 53 | 「イースター島からの使者」 - Isuta shima karano shisha          | 7 ottobre 1982    |         |
| 54 | 「赤毛のペチャパイ」 - Akage no pechapai                        | 7 ottobre 1982    |         |
| 55 | 「新発見・山形原人」 - Shinhakken. yamagata genjin              | 14 ottobre 1982   |         |
| 56 | 「恋のシャッターチャンス」 - Koi no shattachansu                | 21 ottobre 1982   |         |
| 57 | 「カンフーレディNO.1」 - Kanfuredei NO.1                        | 28 ottobre 1982   |         |
| 58 | 「忍者サユリちゃん」 - Ninja sayuri chan                        | 4 novembre 1982   |         |
| 59 | 「南の島からラブコール」 - Minami no shima kara rabukoru        | 11 novembre 1982  |         |
| 60 | 「ラブラブハネムーン」 - Raburabuhanemun                        | 18 novembre 1982  |         |
| 61 | 「ケン太のびっくり大予言」 - Ken ta nobikkuri daiyogen          | 25 novembre 1982  |         |
| 62 | 「ボインで脱出・大ピンチ」 - Boin de dasshutsu. dai pinchi      | 2 dicembre 1982   |         |
| 63 | 「健康ジョギング一直線」 - Kenkō jogingu icchokusen             | 9 dicembre 1982   |         |
| 64 | 「ヒップで直かっこう」 - Hippu de choku kakkō                   | 16 dicembre 1982  |         |
| 65 | 「キスキスXマス・ケーキ」 - Kisukisu X masu. keki               | 23 dicembre 1982  |         |
| 66 | 「マチコのライオンならし」 - Machiko no raion narashi           | 30 dicembre 1982  |         |
| 67 | 「あしなが草の秘密」 - Ashinaga kusa no himitsu                 | 6 gennaio 1983    |         |
| 68 | 「モテモテ美容術」 - Motemote biyō jutsu                        | 13 gennaio 1983   |         |
| 69 | 「ボインのふくらし粉」 - Boin nofukurashi kona                  | 20 gennaio 1983   |         |
| 70 | 「伝書バト救助隊」 - Densho bato kyūjotai                       | 27 gennaio 1983   |         |
| 71 | 「赤オニ青オニ親子オニ」 - Aka oni ao oni oyako oni             | 3 febbraio 1983   |         |
| 72 | 「やったぜマンガ先生」 - Yattaze manga sensei                   | 10 febbraio 1983  |         |
| 73 | 「仲良しサイホウ教室」 - Nakayoshi saihō kyōshitsu              | 17 febbraio 1983  |         |
| 74 | 「ジロチョーが行く」 - Jirocho ga iku                           | 24 febbraio 1983  |         |
| 75 | 「おひなさまは誰の手に」 - Ohinasamaha dare no teni             | 3 marzo 1983      |         |
| 76 | 「強敵ライバル3人組」 - Kyōteki raibaru 3 ningumi               | 10 marzo 1983     |         |
| 77 | 「天狗の守り神」 - Tengu no mamori kami                         | 17 marzo 1983     |         |
| 78 | 「ハクション春のカゼ」 - Hakushon haru no kaze                  | 24 marzo 1983     |         |
| 79 | 「とんでもケン太の誕生日」 - Tondemo ken ta no tanjōbi          | 1º aprile 1983    |         |
| 80 | 「ボインでパトロール」 - Boin de patororu                       | 7 aprile 1983     |         |
| 81 | 「教頭先生の大決断」 - Kyōtō sensei no dai ketsudan             | 14 aprile 1983    |         |
| 82 | 「不思議なスーパードレス」 - Fushigi na supadoresu              | 21 aprile 1983    |         |
| 83 | 「マジック人形劇」 - Majikku ningyōgeki                         | 28 aprile 1983    |         |
| 84 | 「5月5日の特攻作戦」 - 5 gatsu 5 nichi no tokkō sakusen         | 5 maggio 1983     |         |
| 85 | 「スカート禁止命令」 - Sukato kinshi meirei                     | 12 maggio 1983    |         |
| 86 | 「超能力のプレゼント」 - Chōnōryoku no purezento                | 19 maggio 1983    |         |
| 87 | 「愛のトンチンかんちがい」 - Ai no tonchin kanchigai            | 26 maggio 1983    |         |
| 88 | 「ワンダーランド大追跡」 - Wandarando daitsuiseki               | 2 giugno 1983     |         |
| 89 | 「タッチでアローハ」 - Tacchi de aroha                          | 9 giugno 1983     |         |
| 90 | 「へとへと人力大飛行」 - Hetoheto jinriki dai hikō              | 16 giugno 1983    |         |
| 91 | 「里帰り困っちんぐ」 - Satogaeri komacchi ngu                   | 23 giugno 1983    |         |
| 92 | 「パリ発 いとしのマチコ」 - Pari hatsu itoshino machiko         | 30 giugno 1983    |         |
| 93 | 「ラジコン大飛行」 - Rajikon dai hikō                           | 7 luglio 1983     |         |
| 94 | 「羽衣をなくした天女」 - Hagoromo wonakushita tennyo            | 14 luglio 1983    |         |
| 95 | 「愛のソフトタッチ」 - Ai no sofutotacchi                       | 21 luglio 1983    |         |